# 菲珀罗
菲珀罗（德語：Vipperow，德語發音：[fipəʁoː]）是德国梅克伦堡-前波美拉尼亚州的一个旧市镇。总面积20.24平方公里，总人口443人，其中男性218人，女性225人（2011年12月31日），人口密度22人/平方公里。